# Frühmittelhochdeutsche Literatur
Die frühmittelhochdeutsche Literatur ist die Phase der Literaturgeschichte, die in der 2. Hälfte des 11. Jahrhunderts einsetzt und bis etwa 1170 reicht. Vor allem entstehen religiös belehrende und ermahnende Texte in mittelhochdeutschen Reimpaarversen, die sich besonders an Laien wenden.

## Entwicklungsphasen
Heilsgeschichtliche Darstellungen, zum Beispiel das Ezzolied (um 1065), Legendendichtung, das Annolied (um 1077), alt- und neutestamentliche Bibelepik (Genesis, Exodus, Judith u. a., Leben Jesu und andere mehr), dogmatische Darlegungen, beispielsweise das Anegenge, die Rede vom Glauben, eschatologische Dichtungen (Jüngstes Gericht, Antichrist) prägten die erste Phase dieser Geistlichendichtung, die von einer religiösen Einflussnahme auf den Laienadel bestimmt ist. Kennzeichnend für die zahlreichen, meist kürzeren Dichtungen ist, dass es noch kein literarisches Leben gab, in dem sie eine weitere Verbreitung hätten finden können. Die meisten Stücke sind nur zufällig in einer einzigen Handschrift erhalten geblieben. Generell bleibt die schriftliche Verbreitung deutscher geistlicher Texte (ganz im Gegensatz zu lateinischen Texten) bis gegen 1150 auf die Klöster und Stifte beschränkt, in denen oder für die sie jeweils entstanden. Eine prominente Ausnahme ist nur Willirams Hoheslied-Paraphrase, von der bald zahlreiche Kopien kursierten.
Um die Mitte des 12. Jahrhunderts ereignet sich in jeder Hinsicht ein tiefgreifender Wandel. An die Stelle der auf Buße und Demut ausgerichteten, unter dem Einfluss der Cluniazensischen Reformbewegung stehende Literatur treten weichere und sanftere Themen. Vor allem zeigt sich die in der Mariendichtung. Maria als Jungfrau und Mutter beginnt neben der Trinität eine größere Rolle zu spielen. Sie verkörpert das Idealbild der Frau, die ihr Herz der leid- und angstgetriebenen Kreatur öffnet. Das wird z. B. im Melker Marienlied (um 1150) und im Marienleben des Wernher von Augsburg (um 1172) deutlich. Die Themen und Formen der Literatur werden vielfältiger; die schriftliche Verbreitung erfasst nun auch Stoffe laizistischen Inhalts (höfische Lyrik, unterhaltende Erzählungen). Auch die geistliche Dichtung entwickelt ein neues Interesse an der Einzelperson und ihrer Lebensgeschichte (Legendendichtungen, zum Beispiel Albers Tundalus, Lamprechts Tobias, Veldekes Servatius).
Um die Mitte des 12. Jahrhunderts gewinnt zudem die Geschichtsepik als stärker weltlich orientierte Dichtung erstmals poetischen Rang. Das bedeutendste Werk, die Kaiserchronik mit rund 17.000 Versen, erzählt episodenhaft die Geschichte des römischen Kaisertums von der Gründung Roms bis zu Konrad III. Das Rolandslied des Pfaffen Konrad schildert den Kampf Karls des Großen und seiner Paladine gegen die Sarazenen in Spanien sowie den Tod Rolands nach einem Verrat. Mit dem Rolandslied und dem Alexander des Pfaffen Lamprecht macht sich auch erstmals der Einfluss französischer Stoffe und Gestaltungsweisen bemerkbar, der die deutsche Literatur für die nächsten Jahrzehnte und Jahrhunderte prägen soll.
Jene weltlichen Dichtungen, die aufgrund ihrer phantastischen Abenteuer den Namen Spielmannsepik erhalten hatten, mussten sich zunächst des Vorwurfs der mangelnden Seriosität erwehren, weil man anfangs Spielleute als Autoren dieser Werke vermutete. Heute ist man verhältnismäßig überzeugt, dass auch Dichtungen wie Herzog Ernst, König Rother, Salman und Morolf mit ihrer Verbindung von historischem Interesse mit fernen Abenteuern  aus der Feder von geistlich gelehrten Männern stammen.
Eilhard von Oberge verfasste um 1170, wohl am Hofe Heinrichs des Löwen, nach französischen Vorlagen ein frühhöfisches Tristanepos.
Am Ende dieser Periode und dem Beginn der nächsten steht Heinrich von Veldekes Eneasroman, der mit seinen reinen Reimen und der Betonung der Minne neben der ritterlichen Kampfethik den Übergang zur höfischen Epik des Hochmittelalters schafft. Deren Vorbilder – wie der prototypische Roman Erec et Enide von Chrétien de Troyes – gelangten Ende des 12. Jahrhunderts aus dem anglonormannischen Bereich und Frankreich über Flandern und die Niederlande nach Deutschland.

## Autoren und Texte
- Alber von Windberg, Tundalus
- Anegenge
- Annolied
- Der arme Hartmann
- Ava
- Dietmar von Aist
- Eilhard von Oberge, Tristrant
- Altdeutsche Exodus
- Ezzolied
- Altdeutsche Genesis
- Von Gottes Gewalt
- Heinrich von Melk
- Herger
- Herzog Ernst
- Himmel und Hölle
- Judith die Ältere, Drei Jünglinge im Feuerofen
- Kaiserchronik
- König Rother
- Der von Kürenberg
- Linzer Antichrist
- Lucidarius
- Lob Salomonis
- Mariensequenz aus Muri
- Mariensequenz aus Seckau
- Melker Marienlied
- Merigarto
- Noker von Zwiefalten, Memento mori
- Orendel
- Otloh von St. Emmeram
- Pfaffe Konrad, Rolandslied
- Pfaffe Lamprecht, Tobias, Alexander
- Älterer Physiologus
- Jüngerer Physiologus
- Priester Arnolt
- Priester Wernher, Marienleben
- Vom Recht
- St. Trudperter Hoheslied
- Von der Siebenzahl
- Spervogel
- Vorauer Sammelhandschrift
- Der wilde Mann
- Williram von Ebersberg